# Хакија Куленовић
Хакија Куленовић (Босански Петровац, 1905 — Сарајево, 1987) био је југословенски, српски и босанскохерцеговачки ликовни стваралац, истакнути југословенски ликовни педагог, комуниста и револуционар.

## Животопис
Хакија Куленовић је рођен 1905. године у Босанском Петровцу. Основну школу завршио је у Петровцу, а прва три разреде гимназије похађао је у Бихаћу, гдје је његов таленат за сликање примијетио наставник цртања Јован Бијелић. Четврти разред гимназије уписује 1922. и завршава 1923. године у Првој гимназији у Сарајеву, гдје му је наставник био Тодор Швракић. Сликарство учи 1923. и 1924. године код земљака Јована Бијелића, у његовом атељеу, на тавану Друге мушке гимназије у Београду. Бијелић га је примио као рођеног сина. Код Бијелића је провео осам мјесеци, али је и касније сваку прилику користио да се нађе са њим. Након обуке код Јована Бијелића, уписује Умјетничку школу у Београду, коју похађа од 1924. до 1928. године. Године 1927. добио је стипендију од стране краљевске владе, па, након умјетничке школе, студије наставља на Скандинавској академији (Académie scandinave) у Паризу и тамо остаје до новембра 1929. Студијски борави у Француској, Италији и Њемачкој. Краће вријеме био је професор у Шеријатској гимназији у Сарајеву, након чега прелази да ради као професор у гимназији у Шапцу. У Шапцу дочекује почетак Другог свјетског рата.

### Ратни период и револуционарна дјелатност
Хакија је био учесник демонстрација 27. марта 1941. Током рата, већи дио времена провео је по логорима. Када је успостављена нова власт, неко је Хакијиној супрузи дојавио да ће Хакија, због своје љевичарске прошлости, бити ухапшен и стрељан, па му је препоручено да се пријави за добровољан рад у Њемачку. Отишао је у радни логор у Бечу и био је тамо до 1943. године, када је, због доброг владања и залагања, добио дозволу да посјети породицу. Вратио се у Шабац, али је, као припадник комунистичког покрета, убрзо ухапшен, пребијен и пребачен у логор Бањица. Био је смјештен у „собу смрти”, али је ослобођен у октобру 1944. када је Црвена армија са партизанима ослободила Београд. Након ослобађања, добио је позив да иде у 22. дивизију за дивизијског сликара, али Хакији се није ишло. Није отишао, јер је позив испарао секретар комунистичке партије у Шапцу.

### Поратни период
Након Другог свјетског рата, са породицом се из Шапца преселио у Сарајево, гдје је наставио са својим културно-педагошким радом.
Био је ожењен, а супруга му је била наставница географије, родом из Београда, из породице потомака славног војводе Арсенија Ломе. Имао је два сина. Његов син био је књижевник и академик Твртко Куленовић. Други син звао се Зоран, а звали су га Зеко.
Хакија Куленовић је умро у Сарајеву 1987. године.
Један улица у сарајевској општини Центар, у насељу Циглане, носи име Хакије Куленовића, као и једна улица у Зеници.

## Културна дјелатност
Хакија Куленовић се подједнако добро бавио умјетничким и педагошким радом.

### Умјетничка дјелатност
Главна тематика његовог ликовног рада били су пејзажи, које је сликао реалистичким стилом. Такође, сликао је и фигуре у којима се осјећа експресионистичка нота. У Сарајеву му је 1965. године приређена ретроспективна изложба.
Једна од познатијих слика Хакије Куленовића јесте портрет музичара Васе Станковића Андолије, виолинисте и пјевача из Шапца, који је током 1907. године у Сарајеву снимио чак шест плоча. Након рата, сликао је мотиве обнове и изградње земље, омладинске радне акције, изградњу великих електроенергетских и саобраћајних објеката, па је био проглашен класиком социјалистичког реализма. Сликао је углавном техникама уља на платну и акварела.
Оснивач је Удружења ликовних умјетника БиХ. Скупа са њим, оснивачи су били и Исмет Мујезиновић, Војо Димитријевић, Мица Тодоровић, Војислав Хаџидамјановић, Роман Петровић, Бехаудин Селмановић, Сиго Сумерекер, Петар Шаин.

### Педагошки рад
Хакија Куленовић је био познати ликовни педагог. Прије Другог свјетског рата био је професор у Шеријатској гимназији у Сарајеву, а потом професор у гимназији у Шапцу. Након рата прешао је у Сарајево, гдје је радио као професор у Средњој школи примијењених умјетности, те на Вишој педагошкој школи. Заслужан је за увођење у основне и средње школе слободног дјечијег ликовног израза, који је прилагођен дјечијем психофизичком узрасту. Хакија је био шеф Одсјека за ликовно образовање и васпитање, а нове методе наставе у ликовном васпитању увео је по узору на француску школу у Севру.
Био је потпредсједник Савеза ликовних педагога Југославије. Аутор је више књига и уџбеника из области ликовне културе.

## Награде и признања
- Шестоаприлска награда града Сарајева (1985)[14]
- Поштанска марка БХ поште, поводом 100 година од рођења Хакије Куленовића (2005)[15]